# Фанчулата (Перуђа)
Фанчулата је насеље у Италији у округу Перуђа, региону Умбрија.
Према процени из 2011. у насељу је живело 423 становника. Насеље се налази на надморској висини од 169 м.